# 海滨路 (珠海)
海滨路是中國廣東省珠海市香洲区一条贯穿南北的城市主干道。全路分北、南两段，南起九洲大道，北接凤凰南路与人民东路交界。全路长约1.16公里、宽24米，设置双向6车道。

## 海滨南路
海滨南路建成于1985年，曾用名滨港路，道路长度600米。两侧建筑主要有GI时代广场、金碧时代小区、君悦来酒店（前称园林宾馆）、南航珠海总部（兴建中）、旅游大酒店、银座精品酒店、光大国际贸易中心等。

## 海滨北路
海滨北路建成于1985年，因靠近珠海海滨公园而命名至今，道路长度566米。两侧建筑主要有景山公园、侨苑酒店、望海楼、珠海市公积金中心等。
海滨北路曾于2013年铺设沥青路面，以配合马拉松赛事。
该路段于高峰期往人民东路、凤凰南路等路段非常拥堵，起因是左转车辆太多，长时间占据车道，部分珠海市民表示行车困难。珠海交警表示已开展实地研究。